# Desouk
Desouk (tiếng Ả Rập: دسوق) là thành phố Ai Cập thuộc tỉnh Kafr el-Sheikh. Desouk có dân số theo ước tính năm 2008 là 129604 người.